# 2008-2009シーズンのNBA
2008-2009シーズンのNBAは、NBAの63回目のシーズンである。

## シーズンオフ

### ドラフト
ドラフトではデリック・ローズがシカゴ・ブルズから全体1位指名を受けた。デリック・ローズ(1位)、ラッセル・ウェストブルック(4位)、ケビン・ラブ(5位)、ブルック・ロペス(10位)、ロイ・ヒバート(17位)、デアンドレ・ジョーダン(35位)、ゴラン・ドラギッチ(45位)ら７人のオールスターを輩出した他、マイケル・ビーズリー(2位)、O・J・メイヨ(3位)、ダニーロ・ガリナリ(6位)、エリック・ゴードン(7位)、D・J・オーガスティン(9位)、ジェリッド・ベイレス(11位)、ジェイソン・トンプソン(12位)、ブランドン・ラッシュ(13位)、アンソニー・ランドルフ(14位)、ロビン・ロペス(15位)、マリース・スペイツ(16位)、ジャベール・マギー(18位)、J・J・ヒクソン(19位)、アレクシス・アジンサ(20位)、ライアン・アンダーソン(21位)、コートニー・リー(22位)、コスタ・クーファス(23位)、サージ・イバーカ(24位)、ニコラス・バトゥム(25位)、ジョージ・ヒル(26位)、ダレル・アーサー(27位)、ドンテ・グリーン(28位)、D・J・ホワイト(29位)、ニコラ・ペコヴィッチ(31位)、マリオ・チャルマーズ(34位)、オメル・アーシュク(36位)、ルック・バ・ア・ムーティ(37位)、ソニー・ウィームズ(39位)、クリス・ダグラス＝ロバーツ(40位)などがNBA入りを果たした。
ドラフト外選手にはアンソニー・モロー、ティモフェイ・モズコフ、ブライアン・ロバーツ、レジー・ウィリアムズ、などがいる。
詳細は2008年のNBAドラフトを参照

### 主な移籍
ユーロマネーの猛威
2008年のオフは「アメリカ経済の後退とユーロの好調」という世界経済の影響がNBAにもはっきりと表れ、ユーロマネーの好調を背景としたNBA選手のユーロリーグへの大量流出が目立った。その内訳はファン・カルロス・ナバーロやネナド・クリスティッチなどヨーロッパ出身選手の出戻りが大半だったが、アトランタ・ホークス所属だったジョシュ・チルドレスのギリシャリーグオリンピアコスBC移籍はNBA関係者にとりわけ大きなショックを与えた。
NBA選手が海外へ移籍することは珍しいことではないが、その多くはNBAからは戦力外と見なされた選手であり、チルドレスのようにすでにNBAで実績を残し、さらなる成長が見込める選手が移籍したことは過去に例が無かった。チルドレスが渡欧を決断したのはオリンピアコスが示した破格とも言える好条件であり、その契約内容は高額の3年2000万ドル、毎シーズン終了ごとにオプアウトできるためいつでもNBAに復帰でき、さらにサラリーは免税されるというおまけつきである。出戻り組みのヨーロッパ出身選手たちもNBAではまず望めない高額契約を結んでおり、また当時NBA最小選手として知られたアール・ボイキンスもイタリアに渡り、イタリアリーグ史上最高額の契約を勝ち取った。
今後もアメリカ経済の衰退が進むようであれば、このNBA選手の海外流出はさらに多くなると見られ、NBA関係者は危機感を募らせた。しかしその後サブプライムローンに端を発した金融危機は世界中に波及し、ユーロリーグに渡った元NBA選手の間では給与の遅延が発生することもあり、中にはネナド・クリスティッチのようにNBAへ舞い戻ってくる選手も現れた。
2010年問題
2007-08シーズン頃から叫ばれ始めた2010年問題に向けて各球団の動きが活発化。2010年問題とは、「2010年のオフに2003年ドラフト組を中心にスター選手が大挙してFAになること」であり、2010-11シーズンにはリーグの様相が一変するのではないかとまで言われている。この年のシーズン前、シーズン中にかけて様々な移籍劇が見られるが、その目的の多くが2010年に向けてのサラリーキャップ対策と見られている
2010年FA市場の最大の目玉となるレブロン・ジェームズ獲得を狙ってニューヨーク・ニックスやニュージャージー・ネッツは多くの主力選手を放出。各球団もこぞって財務整理に勤しんだ。  ESPN.comによる2010年にFAになる選手リスト。
クリッパーズ騒動
オフのFA市場はロサンゼルス・クリッパーズが主戦場となった。まずゴールデンステート・ウォリアーズ所属のバロン・デイビスがFAとなり、クリッパーズ行きを決断。チームの大黒柱を失ったウォリアーズは、逆にクリッパーズからFAとなっていたエルトン・ブランドとの交渉を進めたが、ブランドはフィラデルフィア・セブンティシクサーズに移籍してしまい、しかしウォリアーズはクリッパーズから同時にFAとなっていたコーリー・マゲッティの獲得には成功した。デイビスを獲得できたものの、チームの主力選手を2人同時に失ってしまったクリッパーズだったが、財務整理に追われるデンバー・ナゲッツから殆ど無償でマーカス・キャンビーを、またマイアミ・ヒートからリッキー・デイビスの獲得に成功している。
その他の主な移籍
- インディアナ・ペイサーズ所属のジャーメイン・オニールはT・J・フォードらとの交換でトロント・ラプターズに移籍。
- サクラメント・キングス所属のロン・アーテストはオフにFAとなれる権利を持っていたが、オプトアウトせず。ところがキングスが契約延長をしないと見るや態度を一変させトレード要求し、ヒューストン・ロケッツ行きが決まった。

### オクラホマシティ・サンダーの誕生
2006年にスターバックスの創業者ハロルド・シュルツからオクラホマシティの実業家、クレイ・ベネットに売却されたシアトル・スーパーソニックスがオクラホマシティにフランチャイズを移した。スーパーソニックス時代のチーム名、チームカラー、チームロゴなどはシアトル市が保有することになったため、オクラホマシティでのチームでは全てが一新され、オクラホマシティ・サンダーが誕生する。サンダーの2008-09シーズンのシーズンチケット13,000席は5日で完売した。

### その他
- 北京五輪にNBA選手が派遣され、金メダルを獲得。アメリカ代表は前大会のアテネ五輪で金メダルを逃しており、レブロン・ジェームズ、ドウェイン・ウェイド、カーメロ・アンソニー、クリス・ポールら若手選手にコービー・ブライアント、ジェイソン・キッドらをベテランを加えた北京五輪代表チームは前評判も高く、"Dream Team"をもじって"Redeem Team（名誉挽回チーム）"と呼ばれ、その役目を果たした。
- インスタント・リプレー（ビデオ判定）適用の拡大を決定（FGが2Pか3Pか、残り時間の確認など）。

## オールスター・ウィークエンド
- ウエスタン・カンファレンス 146 - 119 イースタン・カンファレンス
MVP:コービー・ブライアント、シャキール・オニール

## レギュラーシーズン

### 主な移籍

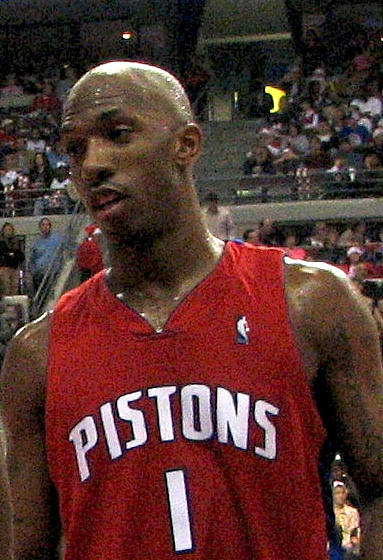
ビラップスの移籍はナゲッツの上昇、ピストンズの失墜に繋がる。

- シーズンが開幕したばかりの11月3日、デトロイト・ピストンズとデンバー・ナゲッツの間でトレードが行われ、チャンシー・ビラップスがナゲッツへ、アレン・アイバーソンがピストンズへそれぞれ移籍した。ピストンズ側のトレードの目的はサラリーキャップ対策以外にマンネリ打破もあったが、アイバーソンは上手く機能せず、トレード後ピストンズは不振に陥った。一方待望の正統派PGを獲得したナゲッツは、その後の好調に繋がるトレードとなった。
- マイク・ダントーニ新HCのもと、シーズン序盤は順調な滑り出しを見せたニューヨーク・ニックスだったが、2010年問題対策を優先させ、中心選手だったザック・ランドルフ、ジャマール・クロフォードらを放出。またチーム1の高給取りでありながら開幕から1試合も起用してもらえず、チームとの関係が極端に悪化していたステフォン・マーブリーは、2月にようやくバイアウト交渉が纏まりニックスを退団。その後ボストン・セルティックスと契約した。
- 脱ダントーニ体制を進めるフェニックス・サンズはシャーロット・ボブキャッツからジェイソン・リチャードソンを獲得するかわりにラジャ・ベル、ボリス・ディアウらを放出した。
- 新天地トロント・ラプターズで期待外れに終わったジャーメイン・オニールは、ショーン・マリオンとの交換でマイアミ・ヒートに移籍。
- トレードデッドライン前にニューオーリンズ・ホーネッツとオクラホマシティ・サンダーとの間で、タイソン・チャンドラー（ホーネッツ）を中心としたトレードが成立するが、その後の健康診断でチャンドラーに問題が見つかり、このトレードは撤回された。

### シーズン概要
| #  | East             | East  | East | West                   | West  | West |
| #  | チーム           | 勝敗  | 差   | チーム                 | 勝敗  | 差   |
| -- | ---------------- | ----- | ---- | ---------------------- | ----- | ---- |
| 1  | z-キャバリアーズ | 66-16 | –    | c-レイカーズ           | 65-17 | –    |
| 2  | y-セルティックス | 62-20 | 4    | y-ナゲッツ             | 54-28 | 11   |
| 3  | y-マジック       | 59-23 | 7    | y-スパーズ             | 54-28 | 11   |
| 4  | x-ホークス       | 47-35 | 19   | x-トレイルブレイザーズ | 54-28 | 11   |
| 5  | x-ヒート         | 43-39 | 23   | x-ロケッツ             | 53-29 | 12   |
| 6  | x-76ers          | 41-41 | 25   | x-マーベリックス       | 50-32 | 15   |
| 7  | x-ブルズ         | 41-41 | 25   | x-ホーネッツ           | 49-33 | 16   |
| 8  | x-ピストンズ     | 39-43 | 27   | x-ジャズ               | 48-34 | 17   |
| 9  | ペイサーズ       | 36-46 | 30   | サンズ                 | 46-36 | 19   |
| 10 | ボブキャッツ     | 35-47 | 31   | ウォリアーズ           | 29-53 | 36   |
| 11 | ネッツ           | 34-48 | 32   | ティンバーウルブズ     | 24-58 | 41   |
| 12 | バックス         | 34-48 | 32   | グリズリーズ           | 24-58 | 41   |
| 13 | ラプターズ       | 33-49 | 33   | サンダー               | 23-59 | 42   |
| 14 | ニックス         | 32-50 | 34   | クリッパーズ           | 19-63 | 46   |
| 15 | ウィザーズ       | 19-63 | 47   | キングス               | 17-65 | 48   |

イーストでは前季優勝のセルティックスに、レブロン・ジェームズ率いるキャバリアーズ、ドワイト・ハワード擁するマジックの三つ巴の争いとなったが、中でもキャバリアーズの躍進は目覚しかった。キャバリアーズはシーズン前に獲得したモーリス・ウィリアムズが"最後のピース"となり、チーム記録となる66勝をあげ、リーグ全体でも勝率首位に立った。またホークス、ヒートなど若いチームがプレーオフ戦線に躍り出る中で、西高東低と呼ばれる時代にイーストでは唯一安定した強さを誇示してきたピストンズは、シーズン序盤のチャンシー・ビラップス放出を機に転落が始まり、7シーズンぶりに勝率5割を下回った。
ウエストではレイカーズの独り勝ち状態となった。コービー・ブライアント、パウ・ガソルらを中心に据えたチームの層の厚さが際立ち、他を圧倒してレベルの高いウエストで唯一の60勝以上を達成した。またビラップスを獲得したナゲッツはウエスト2位の好位置に着け、前季に躍進の兆候を見せたブレイザーズも期待通りにプレーオフ進出を果たした。一方で近年のウエストを牽引してきたスパーズ、マーベリックス、サンズはかつて程の強さが見られず、特にサンズは大型トレード、ヘッドコーチ解任などの迷走を見せた末についにプレーオフ進出を逃した。ウエストは例年通りのハイレベルの争いとなり、50勝台に5チームが犇く一方で、ウエスト9位のサンズと10位のウォリアーズのゲーム差は17にのぼり、チーム間の格差が鮮明となった。
90年代以降リーグはディフェンスを重視するチーム造りが主流となっていたが、2004-05シーズンのサンズのブレイクを機にオフェンス指向の強いチームも増えていき、このシーズンのリーグ全体の1試合平均得点は1994-95シーズン以来の100点超えとなった。また全体的に故障者が多いシーズンでもあり、多くのヘッドコーチが戦力のやりくりに頭を悩ませた。

### 主な出来事
| チーム                       | コーチ                 | 後任                     |
| ---------------------------- | ---------------------- | ------------------------ |
| オクラホマシティ・サンダー   | P・J・カーリシモ       | スコット・ブルックス     |
| ワシントン・ウィザーズ       | エディー・ジョーダン   | エド・タップスコット     |
| トロント・ラプターズ         | サム・ミッチェル       | ジェイ・トリアーノ       |
| ミネソタ・ティンバーウルブズ | ランディ・ウィットマン | ケビン・マクヘイル       |
| フィラデルフィア・76ers      | モーリス・チークス     | トニー・ディレオ         |
| サクラメント・キングス       | レジー・シュー         | ケニー・ナット           |
| メンフィス・グリズリーズ     | マーク・ヤヴァローニ   | ライオネル・ホリンズ     |
| フェニックス・サンズ         | テリー・ポーター       | アルヴィン・ジェントリー |

- 不況の波が世界中に大量の失業者を生み出す中、NBAでもヘッドコーチの首切り劇が相次ぎ、シーズン中に8人ものヘッドコーチが解任された。
- アメリカに端を発した金融危機はその後世界中に波及し、「100年に一度の不況」と言われるまでに発展。NBAにも着実にその影響は表れ、NBAはシーズン前に約80人の職員をレイオフすることを発表、各球団でも人員整理の動きが見られた。シーズン中は各アリーナで空席が目立ち、不況の直撃を受けた自動車産業の街、デトロイトに本拠地を置くピストンズは2004年1月19日から続いていたホームチケット連続完売記録が途絶えた。オールスターで開催されるパーティーも例年よりも質素なものとなった。
- NBAは2月に2億ドルの資金を調達し、財政危機にあるチームに貸し出すことを発表。またリーグ全体の減収を理由に2009年、2010年のサラリーキャップのを引き下げることを通告した。経営環境の悪化により各チームは財政目的としたトレード交渉を活発に行ってきたが、サラリーキャップ引き下げにより選手の引き取りに消極的になり、デッドライン前のトレード市場は大人しいものとなった。

### 記録
- 10月31日 ケビン・ガーネット（セルティックス）が史上最年少（32歳と165日）での通算1000試合出場を達成。
- 11月27日 クリス・ポール（ホーネッツ）が開幕から15試合連続で20得点10アシスト以上を達成し、NBA新記録を樹立。ポールはさらに12月23日のレイカーズ戦まで109試合連続でスティールを記録し、これもNBA新記録となった。
- 11月28日 オクラホマシティ・サンダー（元シアトル・スーパーソニックス）がチーム史上ワーストタイとなる14連敗を記録。
- 12月10日 カーメロ・アンソニー（ナゲッツ）がミネソタ・ティンバーウルブズ戦で第3Qで1つのクオーターでのNBAタイ記録となる33得点を記録。
- 12月23日 ボストン・セルティックスがチーム最長記録となる19連勝を記録。開幕からの27勝2敗という成績はNBA史上最高。
- 12月25日 フィル・ジャクソンHC（レイカーズ）が史上最速での1000勝目を達成。
- 12月25日 シャキール・オニール（サンズ）が史上2人目となる通算フリースロー失敗数5000投を達成。
- 1月13日 オーランド・マジックがNBA新記録となる1試合で23本の3Pシュートを成功させる。
- 1月29日 スティーブ・ナッシュ（サンズ）が通算アシストでテリー・ポーター（7,160アシスト）を抜いて歴代11位に浮上。
- 2月2日  コービー・ブライアント（レイカーズ）がニューヨーク・ニックスの本拠地、マディソン・スクエア・ガーデンでアリーナ新記録となる61得点を記録。その2日後の4日にレブロン・ジェームズ（キャバリアーズ）が同じMSGで52得点10リバウンド11アシストを記録し、史上2人目となる「50得点+トリプルダブル」を達成したが、その後の検証で最後のリバウンドが取り消されたため、この記録も無効となった。
- 2月3日 レブロン・ジェームズが史上最年少（25歳と220日）で通算12,000得点を達成。
- 2月10日 コービー・ブライアントが史上最年少（30歳と171日）で通算23,000得点を達成。
- 2月20日 テリー・ポーターHC解任後、ポーター着任前の攻撃的なスタイルに戻したフェニックス・サンズは3試合連続で140得点を記録。これは1996年のポートランド・トレイルブレイザーズ以来の出来事。3月15日にはレギュレーション内では歴代3位となる154得点を記録している。
- 2月21日 ドン・ネルソンHC（ウォリアーズ）は史上2人目となる1,300勝を達成。
- 2月22日 スティーブ・ブレイク（トレイルブレイザーズ）が1つのクオーターでの最多タイとなる14アシストを記録。
- 3月14日 ドウェイン・ウェイド（ヒート）が通算得点でアロンゾ・モーニング（9,459得点）の持つチーム歴代最多得点記録を更新した。
- 3月19日 クリーブランド・キャバリアーズがオーバータイムにもつれた試合としては歴代最小、全体でも歴代最小タイとなる2ターンオーバーを記録。

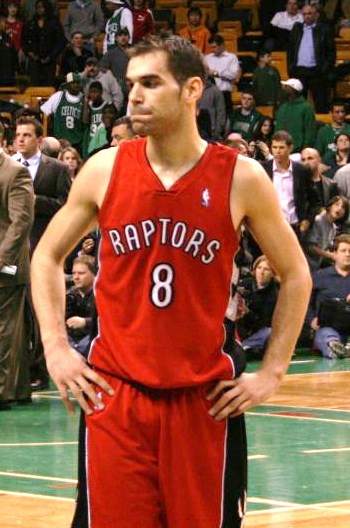
FT成功率98.05%という大記録を作ったカルデロン

- 3月21日 シャキール・オニールが通算得点でモーゼス・マローン（27,409得点、NBA時代のみ）を抜いて歴代5位に浮上。
- 3月30日 ドワイト・ハワード（マジック）が史上最年少（23歳と112日）で通算5,000リバウンドを達成。
- 3月31日 クリーブランド・キャバリアーズがチーム最長記録となる13連勝を記録。
- 4月5日 ジェイソン・キッド（マーベリックス）が通算アシストでマジック・ジョンソン（10,141アシスト）を抜いて歴代3位に浮上。
- ホセ・カルデロン（ラプターズ）がフリースロー成功率98.052%を記録し、NBA新記録を樹立。
- トロイ・マーフィー（ペイサーズ）が平均リバウンドと3Pシュート成功率の両方でリーグベスト5入りを果たす。これはNBA史上初の快挙。
- レブロン・ジェームズが4回目となるシーズン通算2000得点500リバウンド500アシストを達成。これはオスカー・ロバートソンに続いて史上2人目となる快挙。

### イースタン・カンファレンス
| 100.9 (11) | PPG | 93.4 (3) |
| 42.1 (9)   | RPG | 37.6 (2) |
| .486 (2)   | FG% | .431 (1) |

| 3P% | .397 (1) | FT% | .765 (18) |
| APG | 22.7 (4) | TO  | 15.6 (28) |

| 100.9 (11) | PPG | 93.4 (3) |
| 42.1 (9)   | RPG | 37.6 (2) |
| .486 (2)   | FG% | .431 (1) |

| 3P% | .397 (1) | FT% | .765 (18) |
| APG | 22.7 (4) | TO  | 15.6 (28) |

| 97.4 (22) | PPG | 97.3 (11) |
| 42.1 (17) | RPG | 39.3 (5)  |
| .459 (10) | FG% | .462 (18) |

| 3P% | .318 (30) | FT% | .745 (25) |
| APG | 20.1 (24) | TO  | 14.2 (15) |

| 97.4 (22) | PPG | 97.3 (11) |
| 42.1 (17) | RPG | 39.3 (5)  |
| .459 (10) | FG% | .462 (18) |

| 3P% | .318 (30) | FT% | .745 (25) |
| APG | 20.1 (24) | TO  | 14.2 (15) |

| 98.1 (19) | PPG | 100.5 (17) |
| 39.8 (25) | RPG | 41.4 (18)  |
| .448 (24) | FG% | .462 (19)  |

| 3P% | .376 (9)  | FT% | .779 (12) |
| APG | 20.0 (26) | TO  | 13.1 (9)  |

| 98.1 (19) | PPG | 100.5 (17) |
| 39.8 (25) | RPG | 41.4 (18)  |
| .448 (24) | FG% | .462 (19)  |

| 3P% | .376 (9)  | FT% | .779 (12) |
| APG | 20.0 (26) | TO  | 13.1 (9)  |

| 99.0 (16) | PPG | 101.9 (20) |
| 40.4 (21) | RPG | 41.9 (22)  |
| .458 (12) | FG% | .465 (21)  |

| 3P% | .372 (12) | FT% | .824 (1)  |
| APG | 22.4 (5)  | TO  | 13.4 (10) |

| 99.0 (16) | PPG | 101.9 (20) |
| 40.4 (21) | RPG | 41.9 (22)  |
| .458 (12) | FG% | .465 (21)  |

| 3P% | .372 (12) | FT% | .824 (1)  |
| APG | 22.4 (5)  | TO  | 13.4 (10) |

| 105.2 (4) | PPG | 107.8 (28) |
| 42.1 (8)  | RPG | 46.1 (29)  |
| .445 (27) | FG% | .480 (28)  |

| 3P% | .360 (21) | FT% | .884 (10) |
| APG | 22.4 (11) | TO  | 13.4 (18) |

| 105.2 (4) | PPG | 107.8 (28) |
| 42.1 (8)  | RPG | 46.1 (29)  |
| .445 (27) | FG% | .480 (28)  |

| 3P% | .360 (21) | FT% | .884 (10) |
| APG | 22.4 (11) | TO  | 13.4 (18) |

| 100.3 (13) | PPG | 91.4 (1) |
| 42.2 (7)   | RPG | 38.9 (4) |
| .468 (6)   | FG% | .431 (2) |

| 3P% | .393 (2)  | FT% | .757 (21) |
| APG | 20.3 (21) | TO  | 12.7 (6)  |

| 100.3 (13) | PPG | 91.4 (1) |
| 42.2 (7)   | RPG | 38.9 (4) |
| .468 (6)   | FG% | .431 (2) |

| 3P% | .393 (2)  | FT% | .757 (21) |
| APG | 20.3 (21) | TO  | 12.7 (6)  |

| 102.2 (8) | PPG | 102.5 (21) |
| 42.1 (10) | RPG | 42.8 (25)  |
| .457 (16) | FG% | .458 (15)  |

| 3P% | .381 (7)  | FT% | .796 (7)  |
| APG | 21.1 (13) | TO  | 14.5 (20) |

| 102.2 (8) | PPG | 102.5 (21) |
| 42.1 (10) | RPG | 42.8 (25)  |
| .457 (16) | FG% | .458 (15)  |

| 3P% | .381 (7)  | FT% | .796 (7)  |
| APG | 21.1 (13) | TO  | 14.5 (20) |

| 94.2 (3)  | PPG | 94.7 (8)  |
| 41.4 (16) | RPG | 40.4 (10) |
| .454 (20) | FG% | .451 (8)  |

| 3P% | .349 (26) | FT% | .751 (24) |
| APG | 20.6 (16) | TO  | 11.9 (2)  |

| 94.2 (3)  | PPG | 94.7 (8)  |
| 41.4 (16) | RPG | 40.4 (10) |
| .454 (20) | FG% | .451 (8)  |

| 3P% | .349 (26) | FT% | .751 (24) |
| APG | 20.6 (16) | TO  | 11.9 (2)  |

| 105.1 (5) | PPG | 106.2 (26) |
| 43.7 (2)  | RPG | 44.1 (28)  |
| .455 (19) | FG% | .458 (16)  |

| 3P% | .378 (8)  | FT% | .807 (4)  |
| APG | 21.6 (22) | TO  | 14.5 (19) |

| 105.1 (5) | PPG | 106.2 (26) |
| 43.7 (2)  | RPG | 44.1 (28)  |
| .455 (19) | FG% | .458 (16)  |

| 3P% | .378 (8)  | FT% | .807 (4)  |
| APG | 21.6 (22) | TO  | 14.5 (19) |

| 99.3 (16) | PPG | 100.4 (26) |
| 40.7 (20) | RPG | 41.0 (14)  |
| .445 (28) | FG% | .458 (14)  |

| 3P% | .363 (18) | FT% | .780 (11) |
| APG | 22.0 (7)  | TO  | 14.1 (14) |

| 99.3 (16) | PPG | 100.4 (26) |
| 40.7 (20) | RPG | 41.0 (14)  |
| .445 (28) | FG% | .458 (14)  |

| 3P% | .363 (18) | FT% | .780 (11) |
| APG | 22.0 (7)  | TO  | 14.1 (14) |

| 101.0 (10) | PPG | 94.4 (6)  |
| 43.3 (9)   | RPG | 42.1 (24) |
| .457 (17)  | FG% | .433 (3)  |

| 3P% | .381 (6)  | FT% | .715 (30) |
| APG | 19.4 (29) | TO  | 13.9 (12) |

| 101.0 (10) | PPG | 94.4 (6)  |
| 43.3 (9)   | RPG | 42.1 (24) |
| .457 (17)  | FG% | .433 (3)  |

| 3P% | .381 (6)  | FT% | .715 (30) |
| APG | 19.4 (29) | TO  | 13.9 (12) |

| 98.1 (20) | PPG | 96.5 (10) |
| 40.0 (23) | RPG | 41.9 (23) |
| .458 (11) | FG% | .454 (10) |

| 3P% | .366 (15) | FT% | .737 (28) |
| APG | 20.2 (23) | TO  | 12.8 (7)  |

| 98.1 (20) | PPG | 96.5 (10) |
| 40.0 (23) | RPG | 41.9 (23) |
| .458 (11) | FG% | .454 (10) |

| 3P% | .366 (15) | FT% | .737 (28) |
| APG | 20.2 (23) | TO  | 12.8 (7)  |

| 98.3 (18) | PPG | 98.0 (12) |
| 39.5 (28) | RPG | 41.9 (21) |
| .457 (14) | FG% | .455 (13) |

| 3P% | .357 (22) | FT% | .754 (23) |
| APG | 20.4 (18) | TO  | 12.5 (3)  |

| 98.3 (18) | PPG | 98.0 (12) |
| 39.5 (28) | RPG | 41.9 (21) |
| .457 (14) | FG% | .455 (13) |

| 3P% | .357 (22) | FT% | .754 (23) |
| APG | 20.4 (18) | TO  | 12.5 (3)  |

| 93.6 (30) | PPG | 94.9 (9)  |
| 39.7 (27) | RPG | 38.9 (3)  |
| .455 (18) | FG% | .454 (10) |

| 3P% | .366 (16) | FT% | .740 (27) |
| APG | 21.2 (10) | TO  | 15.6 (27) |

| 93.6 (30) | PPG | 94.9 (9)  |
| 39.7 (27) | RPG | 38.9 (3)  |
| .455 (18) | FG% | .454 (10) |

| 3P% | .366 (16) | FT% | .740 (27) |
| APG | 21.2 (10) | TO  | 15.6 (27) |

| 96.1 (25) | PPG | 103.5 (24) |
| 40.1 (22) | RPG | 41.8 (20)  |
| .450 (23) | FG% | .482 (29)  |

| 3P% | .330 (29) | FT% | .767 (16) |
| APG | 20.0 (25) | TO  | 14.0 (13) |

| 96.1 (25) | PPG | 103.5 (24) |
| 40.1 (22) | RPG | 41.8 (20)  |
| .450 (23) | FG% | .482 (29)  |

| 3P% | .330 (29) | FT% | .767 (16) |
| APG | 20.0 (25) | TO  | 14.0 (13) |

### ウエスタン・カンファレンス
| 97.0 (24) | PPG | 93.3 (2)  |
| 41.0 (18) | RPG | 40.4 (11) |
| .466 (7)  | FG% | .453 (9)  |

| 3P% | 38.6% (3) | FT% | .761 (19) |
| APG | 21.2 (12) | TO  | 11.7 (1)  |

| 97.0 (24) | PPG | 93.3 (2)  |
| 41.0 (18) | RPG | 40.4 (11) |
| .466 (7)  | FG% | .453 (9)  |

| 3P% | 38.6% (3) | FT% | .761 (19) |
| APG | 21.2 (12) | TO  | 11.7 (1)  |

| 98.4 (17) | PPG | 94.4 (6) |
| 42.9 (4)  | RPG | 39.9 (6) |
| .453 (22) | FG% | .444 (5) |

| 3P% | .375 (10) | FT% | .805 (5)  |
| APG | 20.3 (22) | TO  | 14.2 (14) |

| 98.4 (17) | PPG | 94.4 (6) |
| 42.9 (4)  | RPG | 39.9 (6) |
| .453 (22) | FG% | .444 (5) |

| 3P% | .375 (10) | FT% | .805 (5)  |
| APG | 20.3 (22) | TO  | 14.2 (14) |

| 101.7 (9) | PPG | 98.8 (15) |
| 42.7 (5)  | RPG | 41.4 (17) |
| .462 (9)  | FG% | .455 (12) |

| 3P% | .350 (25) | FT% | .819 (2) |
| APG | 21.9 (8)  | TO  | 12.7 (5) |

| 101.7 (9) | PPG | 98.8 (15) |
| 42.7 (5)  | RPG | 41.4 (17) |
| .462 (9)  | FG% | .455 (12) |

| 3P% | .350 (25) | FT% | .819 (2) |
| APG | 21.9 (8)  | TO  | 12.7 (5) |

| 95.8 (26) | PPG | 94.3 (5) |
| 39.7 (26) | RPG | 40.0 (8) |
| .457 (14) | FG% | .450 (7) |

| 3P% | .364 (17) | FT% | .807 (3) |
| APG | 19.6 (28) | TO  | 12.5 (4) |

| 95.8 (26) | PPG | 94.3 (5) |
| 39.7 (26) | RPG | 40.0 (8) |
| .457 (14) | FG% | .450 (7) |

| 3P% | .364 (17) | FT% | .807 (3) |
| APG | 19.6 (28) | TO  | 12.5 (4) |

| 93.9 (29) | PPG | 99.3 (14) |
| 38.8 (24) | RPG | 39.9 (7)  |
| .454 (21) | FG% | .473 (24) |

| 3P% | .360 (20) | FT% | .756 (22) |
| APG | 17.4 (14) | TO  | 15.3 (21) |

| 93.9 (29) | PPG | 99.3 (14) |
| 38.8 (24) | RPG | 39.9 (7)  |
| .454 (21) | FG% | .473 (24) |

| 3P% | .360 (20) | FT% | .756 (22) |
| APG | 17.4 (14) | TO  | 15.3 (21) |

| 104.3 (6) | PPG | 100.9 (18) |
| 41.6 (15) | RPG | 41.2 (16)  |
| .470 (4)  | FG% | .440 (17)  |

| 3P% | .371 (13) | FT% | .760 (20) |
| APG | 22.2 (6)  | TO  | 15.3 (25) |

| 104.3 (6) | PPG | 100.9 (18) |
| 41.6 (15) | RPG | 41.2 (16)  |
| .470 (4)  | FG% | .440 (17)  |

| 3P% | .371 (13) | FT% | .760 (20) |
| APG | 22.2 (6)  | TO  | 15.3 (25) |

| 99.4 (14) | PPG | 94.1 (4)  |
| 41.7 (13) | RPG | 36.3 (1)  |
| .465 (8)  | FG% | .460 (17) |

| 3P% | .383 (5)  | FT% | .765 (17) |
| APG | 20.3 (19) | TO  | 12.9 (8)  |

| 99.4 (14) | PPG | 94.1 (4)  |
| 41.7 (13) | RPG | 36.3 (1)  |
| .465 (8)  | FG% | .460 (17) |

| 3P% | .383 (5)  | FT% | .765 (17) |
| APG | 20.3 (19) | TO  | 12.9 (8)  |

| 103.6 (7) | PPG | 100.9 (19) |
| 41.0 (19) | RPG | 40.3 (9)   |
| .475 (3)  | FG% | .464 (20)  |

| 3P% | .349 (27) | FT% | .771 (13) |
| APG | 24.7 (1)  | TO  | 14.8 (22) |

| 103.6 (7) | PPG | 100.9 (19) |
| 41.0 (19) | RPG | 40.3 (9)   |
| .475 (3)  | FG% | .464 (20)  |

| 3P% | .349 (27) | FT% | .771 (13) |
| APG | 24.7 (1)  | TO  | 14.8 (22) |

| 97.8 (21) | PPG | 102.7 (22)) |
| 41.7 (14) | RPG | 40.9 (13)   |
| .441 (29) | FG% | .474 (26)   |

| 3P% | .346 (28) | FT% | .786 (9)  |
| APG | 20.3 (20) | TO  | 16.2 (30) |

| 97.8 (21) | PPG | 102.7 (22)) |
| 41.7 (14) | RPG | 40.9 (13)   |
| .441 (29) | FG% | .474 (26)   |

| 3P% | .346 (28) | FT% | .786 (9)  |
| APG | 20.3 (20) | TO  | 16.2 (30) |

| 97.0 (23) | PPG | 103.1 (22) |
| 42.6 (6)  | RPG | 41.2 (15)  |
| .447 (25) | FG% | .475 (27)  |

| 3P% | .346 (28) | FT% | .786 (9)  |
| APG | 20.3 (20) | TO  | 16.2 (30) |

| 97.0 (23) | PPG | 103.1 (22) |
| 42.6 (6)  | RPG | 41.2 (15)  |
| .447 (25) | FG% | .475 (27)  |

| 3P% | .346 (28) | FT% | .786 (9)  |
| APG | 20.3 (20) | TO  | 16.2 (30) |

| 106.9 (3) | PPG | 99.3 (14) |
| 43.9 (1)  | RPG | 41.5 (19) |
| .474 (4)  | FG% | .447 (6)  |

| 3P% | .361 (19) | FT% | .770 (14) |
| APG | 23.3 (2)  | TO  | 13.5 (11) |

| 106.9 (3) | PPG | 99.3 (14) |
| 43.9 (1)  | RPG | 41.5 (19) |
| .474 (4)  | FG% | .447 (6)  |

| 3P% | .361 (19) | FT% | .770 (14) |
| APG | 23.3 (2)  | TO  | 13.5 (11) |

| 109.4 (1) | PPG | 107.5 (27) |
| 41.7 (12) | RPG | 40.8 (12)  |
| .504 (1)  | FG% | .467 (22)  |

| 3P% | .383 (4) | FT% | .744 (26) |
| APG | 23.2 (3) | TO  | 15.7 (29) |

| 109.4 (1) | PPG | 107.5 (27) |
| 41.7 (12) | RPG | 40.8 (12)  |
| .504 (1)  | FG% | .467 (22)  |

| 3P% | .383 (4) | FT% | .744 (26) |
| APG | 23.2 (3) | TO  | 15.7 (29) |

| 108.6 (2) | PPG | 112.3 (30) |
| 42.0 (11) | RPG | 47.1 (30)  |
| .458 (13) | FG% | .468 (23)  |

| 3P% | .373 (11) | FT% | .791 (8)  |
| APG | 20.9 (15) | TO  | 14.6 (22) |

| 108.6 (2) | PPG | 112.3 (30) |
| 42.0 (11) | RPG | 47.1 (30)  |
| .458 (13) | FG% | .468 (23)  |

| 3P% | .373 (11) | FT% | .791 (8)  |
| APG | 20.9 (15) | TO  | 14.6 (22) |

| 95.1 (27) | PPG | 103.9 (25) |
| 39.8 (24) | RPG | 44.1 (27)  |
| .441 (30) | FG% | .473 (25)  |

| 3P% | .354 (23) | FT% | .736 (29) |
| APG | 21.0 (14) | TO  | 14.9 (23) |

| 95.1 (27) | PPG | 103.9 (25) |
| 39.8 (24) | RPG | 44.1 (27)  |
| .441 (30) | FG% | .473 (25)  |

| 3P% | .354 (23) | FT% | .736 (29) |
| APG | 21.0 (14) | TO  | 14.9 (23) |

| 100.6 (12) | PPG | 109.3 (29) |
| 39.1 (29)  | RPG | 44.0 (26)  |
| .447 (26)  | FG% | .483 (30)  |

| 3P% | .368 (14) | FT% | .798 (6)  |
| APG | 19.7 (27) | TO  | 15.4 (26) |

| 100.6 (12) | PPG | 109.3 (29) |
| 39.1 (29)  | RPG | 44.0 (26)  |
| .447 (26)  | FG% | .483 (30)  |

| 3P% | .368 (14) | FT% | .798 (6)  |
| APG | 19.7 (27) | TO  | 15.4 (26) |

| 平均得点                  | PPG | 平均失点         |
| 平均リバウンド            | RPG | 被平均リバウンド |
| FG成功率                  | FG% | 被FG成功率       |
| ※()内はリーグ全体での順位 |     |                  |

| 3P％ | 3P成功率     | FT% | FT成功率 |
| APG  | 平均アシスト | TO  | 平均TO   |

### スタッツリーダー

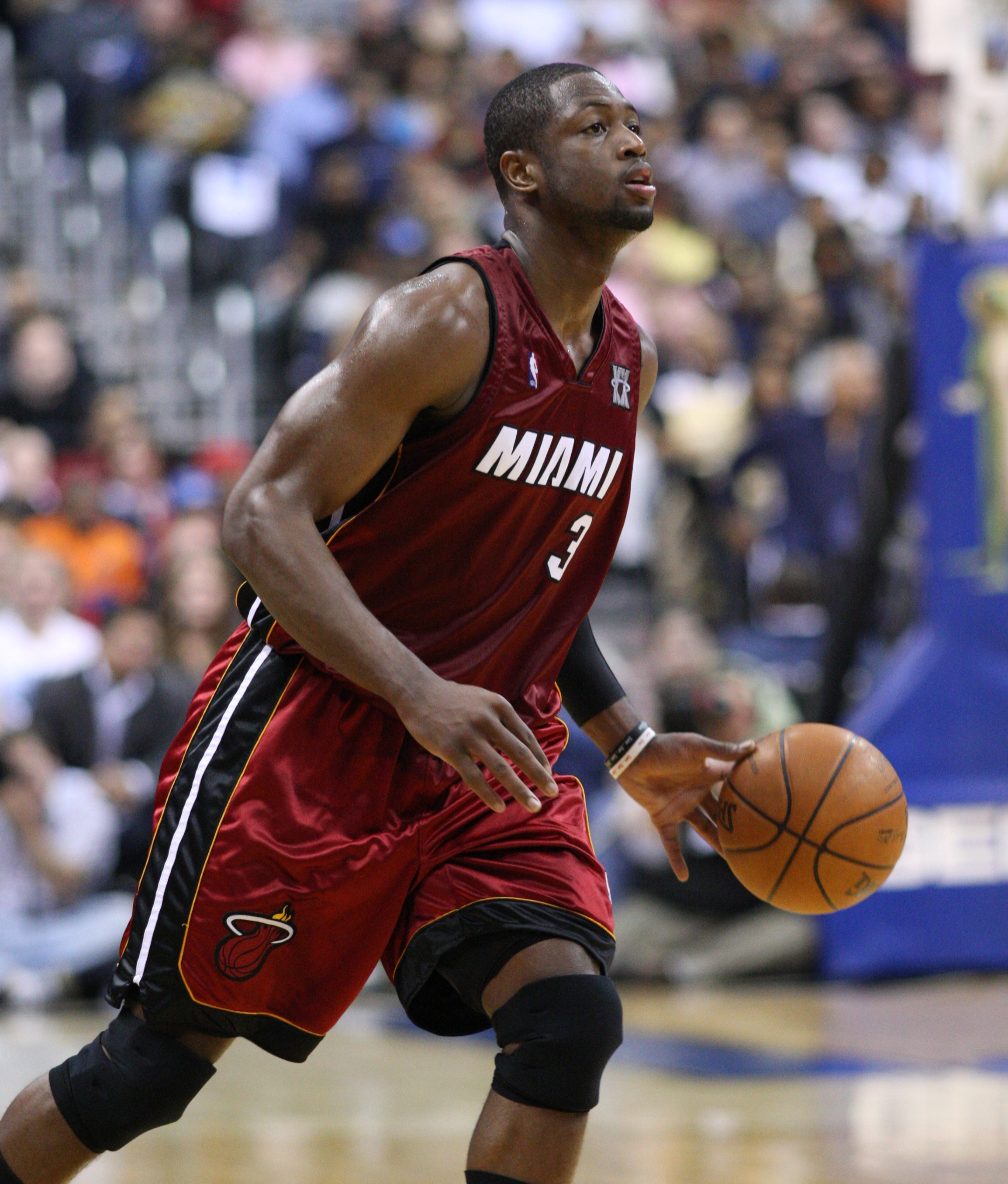
初得点王のウェイド

|    | 選手名                       | AVG  |
| -- | ---------------------------- | ---- |
| #1 | ドウェイン・ウェイド (MIA)   | 30.2 |
| #2 | レブロン・ジェームズ (CLE)   | 28.4 |
| #3 | コービー・ブライアント (LAL) | 26.8 |

| 選手名                   | AVG  |
| ------------------------ | ---- |
| ドワイト・ハワード (ORL) | 13.8 |
| トロイ・マーフィー (IND) | 11.8 |
| デビッド・リー (NYK)     | 11.7 |

| 選手名                     | AVG  |
| -------------------------- | ---- |
| クリス・ポール (NOH)       | 11.0 |
| デロン・ウィリアムス (UTA) | 10.7 |
| スティーブ・ナッシュ (PHO) | 9.7  |

|    | 選手名                     | AVG  |
| -- | -------------------------- | ---- |
| #1 | クリス・ポール (NOH)       | 2.77 |
| #2 | ドウェイン・ウェイド (MIA) | 2.19 |
| #3 | ジェイソン・キッド (DAL)   | 1.98 |

| 選手名                     | AVG  |
| -------------------------- | ---- |
| ドワイト・ハワード (ORL)   | 2.92 |
| クリス・アンダーセン (DEN) | 2.46 |
| マーカス・キャンビー (LAC) | 2.13 |

| 選手名                           | AVG  |
| -------------------------------- | ---- |
| シャキール・オニール (PHO)       | .609 |
| ネネイ (DEN)                     | .604 |
| アンドリス・ビエドリンシュ (GSW) | .578 |

|    | 選手名                     | AVG  |
| -- | -------------------------- | ---- |
| #1 | アンソニー・モロー (GSW)   | .467 |
| #2 | ジャミーア・ネルソン (ORL) | .453 |
| #3 | トロイ・マーフィー (IND)   | .450 |

| 選手名                     | AVG  |
| -------------------------- | ---- |
| ホセ・カルデロン (TOR)     | .981 |
| レイ・アレン (BOS)         | .952 |
| スティーブ・ナッシュ (PHO) | .933 |

### 各賞

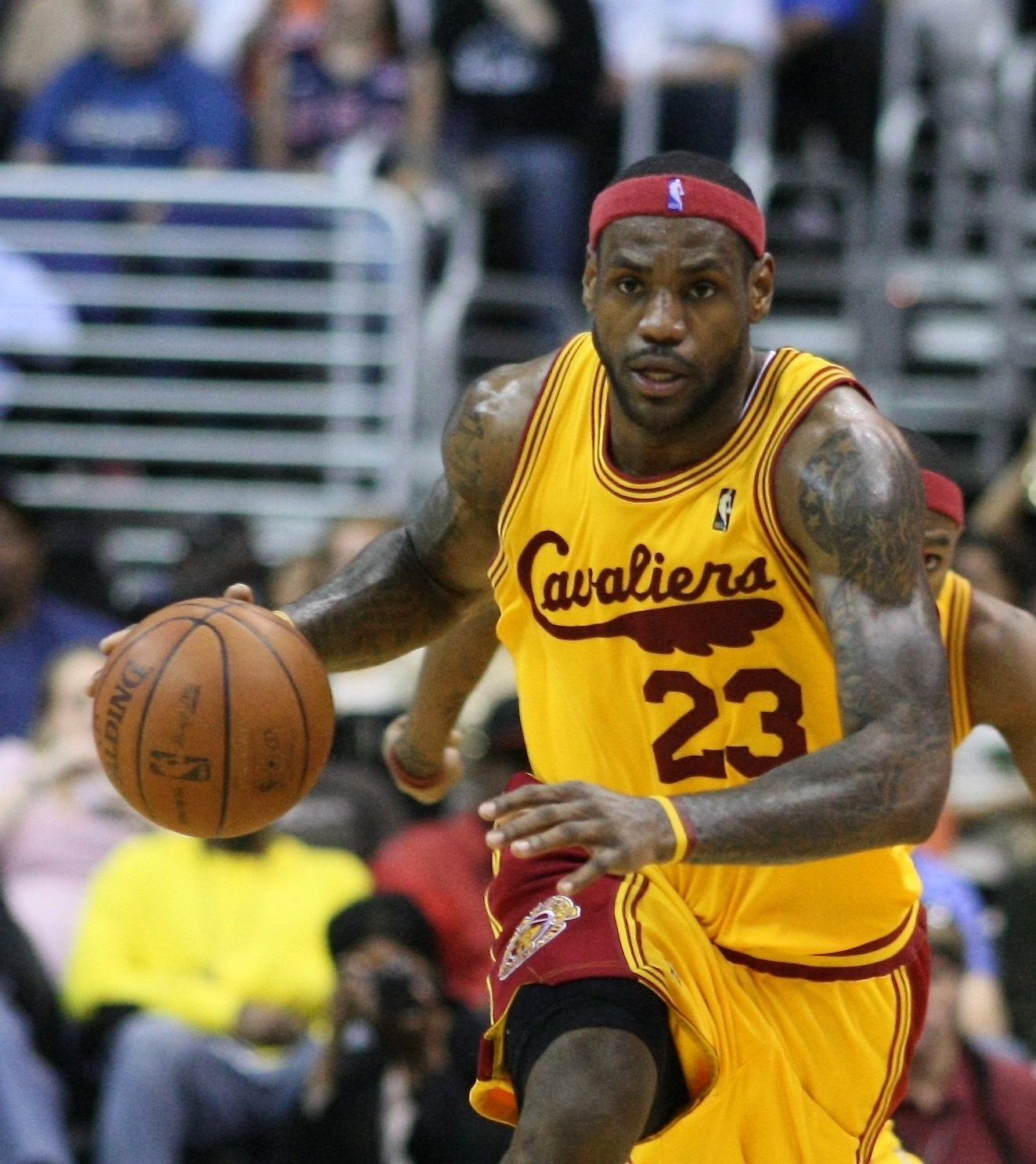
レブロンのMVP受賞は初

| 賞                               | 選手名                         |
| -------------------------------- | ------------------------------ |
| 最優秀選手                       | レブロン・ジェームズ (CLE)     |
| ルーキー・オブ・ザ・イヤー       | デリック・ローズ (CHI)         |
| 最優秀守備選手賞                 | ドワイト・ハワード (ORL)       |
| シックスマン賞                   | ジェイソン・テリー (DAL)       |
| MIP                              | ダニー・グレンジャー (IND)     |
| 最優秀コーチ賞                   | マイク・ブラウン (CLE)         |
| エグゼクティブ・オブ・ザ・イヤー | マーク・ワーケンティエン (DEN) |

|   | 1stチーム                    |
| - | ---------------------------- |
| F | ダーク・ノヴィツキー (DAL)   |
| F | レブロン・ジェームズ (CLE)   |
| C | ドワイト・ハワード (ORL)     |
| G | ドウェイン・ウェイド (MIA)   |
| G | コービー・ブライアント (LAL) |

| 2ndチーム              |
| ---------------------- |
| ティム・ダンカン (SAS) |
| ポール・ピアース (BOS) |
| 姚明 (HOU)             |
| クリス・ポール (NOH)   |
| ブランドン・ロイ (POR) |

| 3rdチーム                      |
| ------------------------------ |
| パウ・ガソル (LAL)             |
| カーメロ・アンソニー (DEN)     |
| シャキール・オニール (PHO)     |
| トニー・パーカー (SAS)         |
| チャウンシー・ビラップス (DEN) |

|   | 1stチーム                    |
| - | ---------------------------- |
| F | ケビン・ガーネット (BOS)     |
| F | レブロン・ジェームズ (CLE)   |
| C | ドワイト・ハワード (ORL)     |
| G | クリス・ポール (NOH)         |
| G | コービー・ブライアント (LAL) |

| 2ndチーム                  |
| -------------------------- |
| シェーン・バティエ (HOU)   |
| ロン・アーテスト (HOU)     |
| ティム・ダンカン (SAS)     |
| レイジョン・ロンド (BOS)   |
| ドウェイン・ウェイド (MIA) |

| 1stチーム                        |
| -------------------------------- |
| マイケル・ビーズリー (MIA)       |
| O.J.メイヨ (MEN)                 |
| ブルック・ロペス (NJN)           |
| デリック・ローズ (CHI)           |
| ラッセル・ウェストブルック (OKL) |

| 2ndチーム                    |
| ---------------------------- |
| エリック・ゴードン (LAC)     |
| ケビン・ラブ (MIN)           |
| マリオ・チャルマーズ (MIA)   |
| マルク・ガソル (MEM          |
| D.J.オーガスティン (CHA)     |
| ルディ・フェルナンデス (POR) |

## プレーオフ

### ウエスタン・カンファレンス
|  | ファースト ラウンド        | ファースト ラウンド | ファースト ラウンド |   |                      | カンファレンス セミファイナル | カンファレンス セミファイナル | カンファレンス セミファイナル |  |   | カンファレンス ファイナル | カンファレンス ファイナル | カンファレンス ファイナル |  |    | NBAファイナル | NBAファイナル | NBAファイナル |
|  |                            |                     |                     |   |                      |                               |                               |                               |  |   |                           |                           |                           |  |    |               |               |               |
|  | 1                          | キャバリアーズ      | 4                   |   |                      |                               |                               |                               |  |   |                           |                           |                           |  |    |               |               |               |
|  | 8                          | ピストンズ          | 0                   |   |                      |                               |                               |                               |  |   |                           |                           |                           |  |    |               |               |               |
|  | 8                          | ピストンズ          | 0                   |   | 1                    | キャバリアーズ                | 4                             |                               |  |   |                           |                           |                           |  |    |               |               |               |
|  |                            |                     |                     |   | 1                    | キャバリアーズ                | 4                             |                               |  |   |                           |                           |                           |  |    |               |               |               |
|  |                            | 4                   | ホークス            | 0 |                      |                               |                               |                               |  |   |                           |                           |                           |  |    |               |               |               |
|  | 4                          | 4                   | ホークス            | 0 | ホークス             | 4                             |                               |                               |  |   |                           |                           |                           |  |    |               |               |               |
|  | 4                          |                     |                     |   | ホークス             | 4                             |                               |                               |  |   |                           |                           |                           |  |    |               |               |               |
|  | 5                          | ヒート              | 3                   |   |                      |                               |                               |                               |  |   |                           |                           |                           |  |    |               |               |               |
|  | 5                          | ヒート              | 3                   |   |                      |                               |                               |                               |  | 1 | キャバリアーズ            | 2                         |                           |  |    |               |               |               |
|  | イースタン・カンファレンス |                     |                     |   |                      |                               |                               |                               |  | 1 | キャバリアーズ            | 2                         |                           |  |    |               |               |               |
|  |                            | 3                   | マジック            | 4 |                      |                               |                               |                               |  |   |                           |                           |                           |  |    |               |               |               |
|  | 3                          | 3                   | マジック            | 4 | マジック             | 4                             |                               |                               |  |   |                           |                           |                           |  |    |               |               |               |
|  | 3                          |                     |                     |   | マジック             | 4                             |                               |                               |  |   |                           |                           |                           |  |    |               |               |               |
|  | 6                          | 76ers               | 2                   |   |                      |                               |                               |                               |  |   |                           |                           |                           |  |    |               |               |               |
|  | 6                          | 76ers               | 2                   |   | 3                    | マジック                      | 4                             |                               |  |   |                           |                           |                           |  |    |               |               |               |
|  |                            |                     |                     |   | 3                    | マジック                      | 4                             |                               |  |   |                           |                           |                           |  |    |               |               |               |
|  |                            | 2                   | セルティックス      | 3 |                      |                               |                               |                               |  |   |                           |                           |                           |  |    |               |               |               |
|  | 2                          | 2                   | セルティックス      | 3 | セルティックス       | 4                             |                               |                               |  |   |                           |                           |                           |  |    |               |               |               |
|  | 2                          |                     |                     |   | セルティックス       | 4                             |                               |                               |  |   |                           |                           |                           |  |    |               |               |               |
|  | 7                          | ブルズ              | 3                   |   |                      |                               |                               |                               |  |   |                           |                           |                           |  |    |               |               |               |
|  | 7                          | ブルズ              | 3                   |   |                      |                               |                               |                               |  |   |                           |                           |                           |  | E3 | マジック      | 1             |               |
|  |                            |                     |                     |   |                      |                               |                               |                               |  |   |                           |                           |                           |  | E3 | マジック      | 1             |               |
|  |                            | W1                  | レイカーズ          | 4 |                      |                               |                               |                               |  |   |                           |                           |                           |  |    |               |               |               |
|  | 1                          | W1                  | レイカーズ          | 4 | レイカーズ           | 4                             |                               |                               |  |   |                           |                           |                           |  |    |               |               |               |
|  | 1                          |                     |                     |   | レイカーズ           | 4                             |                               |                               |  |   |                           |                           |                           |  |    |               |               |               |
|  | 8                          | ジャズ              | 1                   |   |                      |                               |                               |                               |  |   |                           |                           |                           |  |    |               |               |               |
|  | 8                          | ジャズ              | 1                   |   | 1                    | レイカーズ                    | 4                             |                               |  |   |                           |                           |                           |  |    |               |               |               |
|  |                            |                     |                     |   | 1                    | レイカーズ                    | 4                             |                               |  |   |                           |                           |                           |  |    |               |               |               |
|  |                            | 5                   | ロケッツ            | 3 |                      |                               |                               |                               |  |   |                           |                           |                           |  |    |               |               |               |
|  | 4                          | 5                   | ロケッツ            | 3 | トレイルブレイザーズ | 2                             |                               |                               |  |   |                           |                           |                           |  |    |               |               |               |
|  | 4                          |                     |                     |   | トレイルブレイザーズ | 2                             |                               |                               |  |   |                           |                           |                           |  |    |               |               |               |
|  | 5                          | ロケッツ            | 4                   |   |                      |                               |                               |                               |  |   |                           |                           |                           |  |    |               |               |               |
|  | 5                          | ロケッツ            | 4                   |   |                      |                               |                               |                               |  | 1 | レイカーズ                | 4                         |                           |  |    |               |               |               |
|  | ウェスタン・カンファレンス |                     |                     |   |                      |                               |                               |                               |  | 1 | レイカーズ                | 4                         |                           |  |    |               |               |               |
|  |                            | 2                   | ナゲッツ            | 2 |                      |                               |                               |                               |  |   |                           |                           |                           |  |    |               |               |               |
|  | 3                          | 2                   | ナゲッツ            | 2 | スパーズ             | 1                             |                               |                               |  |   |                           |                           |                           |  |    |               |               |               |
|  | 3                          |                     |                     |   | スパーズ             | 1                             |                               |                               |  |   |                           |                           |                           |  |    |               |               |               |
|  | 6                          | マーベリックス      | 4                   |   |                      |                               |                               |                               |  |   |                           |                           |                           |  |    |               |               |               |
|  | 6                          | マーベリックス      | 4                   |   | 6                    | マーベリックス                | 1                             |                               |  |   |                           |                           |                           |  |    |               |               |               |
|  |                            |                     |                     |   | 6                    | マーベリックス                | 1                             |                               |  |   |                           |                           |                           |  |    |               |               |               |
|  |                            | 2                   | ナゲッツ            | 4 |                      |                               |                               |                               |  |   |                           |                           |                           |  |    |               |               |               |
|  | 2                          | 2                   | ナゲッツ            | 4 | ナゲッツ             | 4                             |                               |                               |  |   |                           |                           |                           |  |    |               |               |               |
|  | 2                          |                     |                     |   | ナゲッツ             | 4                             |                               |                               |  |   |                           |                           |                           |  |    |               |               |               |
|  | 7                          | ホーネッツ          | 1                   |   |                      |                               |                               |                               |  |   |                           |                           |                           |  |    |               |               |               |

### 補足
- この年のプレーオフは各シリーズで高視聴率を記録した。
  - 史上稀に見る大激戦となったイースト1回戦、セルティックス対ブルズのシリーズは、トリプルオーバータイムまでもつれた第6戦で、プレーオフ1回戦としては史上最高のケーブルテレビ視聴者数を獲得。さらに第7戦では699万人が観戦し、再びこの記録を更新した。
  - やはり激戦となったイースタン・カンファレンス準決勝のマジック対セルティックスでは、第7戦を全米で841万人が観戦し、カンファレンス準決勝としては史上最高のケーブルテレビ視聴者数を獲得。またウエスタン・カンファレンス準決勝のレイカーズ対ロケッツ第7戦は735万人の視聴者数を獲得し、これはESPNが放送したバスケットボールの試合では過去最高の数字となった。
  - イースタンカンファレンス決勝のマジック対キャバリアーズ第4戦は全米で1010万人が視聴。これはNBAのプレーオフにおけるケーブルテレビの歴代最多記録。

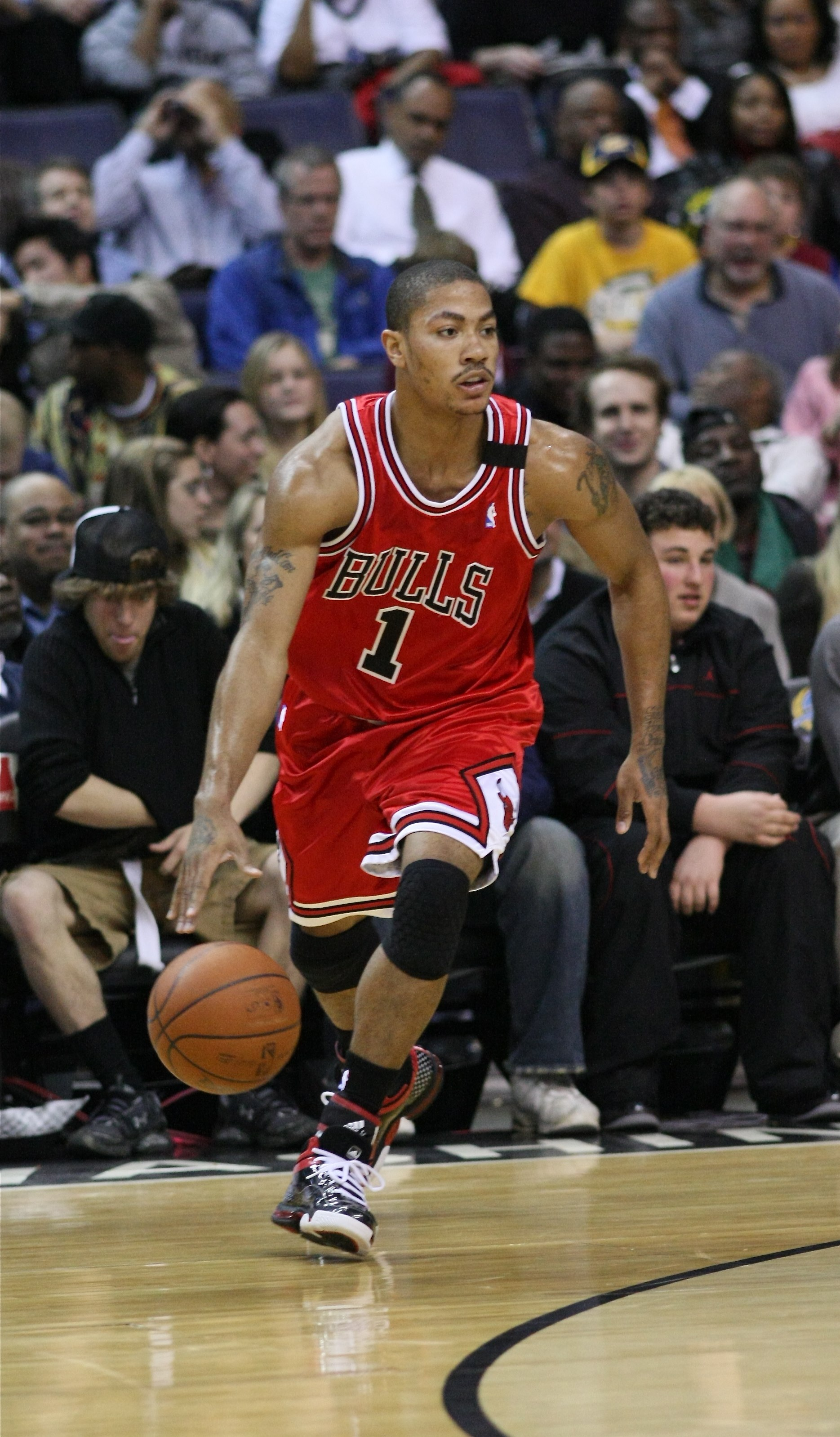
新人王に輝いたローズはプレーオフでも活躍した。

- シカゴ・ブルズのデリック・ローズ（ドラフト全体1位指名）とマイアミ・ヒートのマイケル・ビーズリー（同2位指名）は、所属チームが揃ってプレーオフに出場。ドラフト1、2位指名の選手が揃ってルーキーシーズンにプレーオフに出場するのは1984年のアキーム・オラジュワン、サム・ブーイ以来。
- 白熱した好試合が続いたプレーオフだったが、一方で例年に増してテクニカルファウルが乱発し、選手の間では小競り合いや乱闘騒ぎ、不穏当な発言が飛び交うなど、荒れたプレーオフでもあった。またヘッドコーチや選手の間からは、「審判が人気選手に対し有利な笛を吹いている」という声も多くあがった。
- ナゲッツのホームアリーナ、ペプシ・センターはナゲッツがカンファレンス決勝まで勝ち上がるとは予想しておらず、5月25日はプロレス団体WWEが会場を押さえていた。しかしナゲッツはホームの予想を裏切ってカンファレンス決勝に勝ち上がり、第4戦の試合とWWEの興行が重なる事態となったが、アリーナのオーナーがWWEの契約をキャンセルしたことで第4戦は無事ペプシ・センターで行われ、WWEの興行はレイカーズのホームアリーナ、ステイプルズ・センターで行われた。

参考リンク
- NBA.com Playoffs2009

## ファイナル

### 経緯
ロサンゼルス・レイカーズ

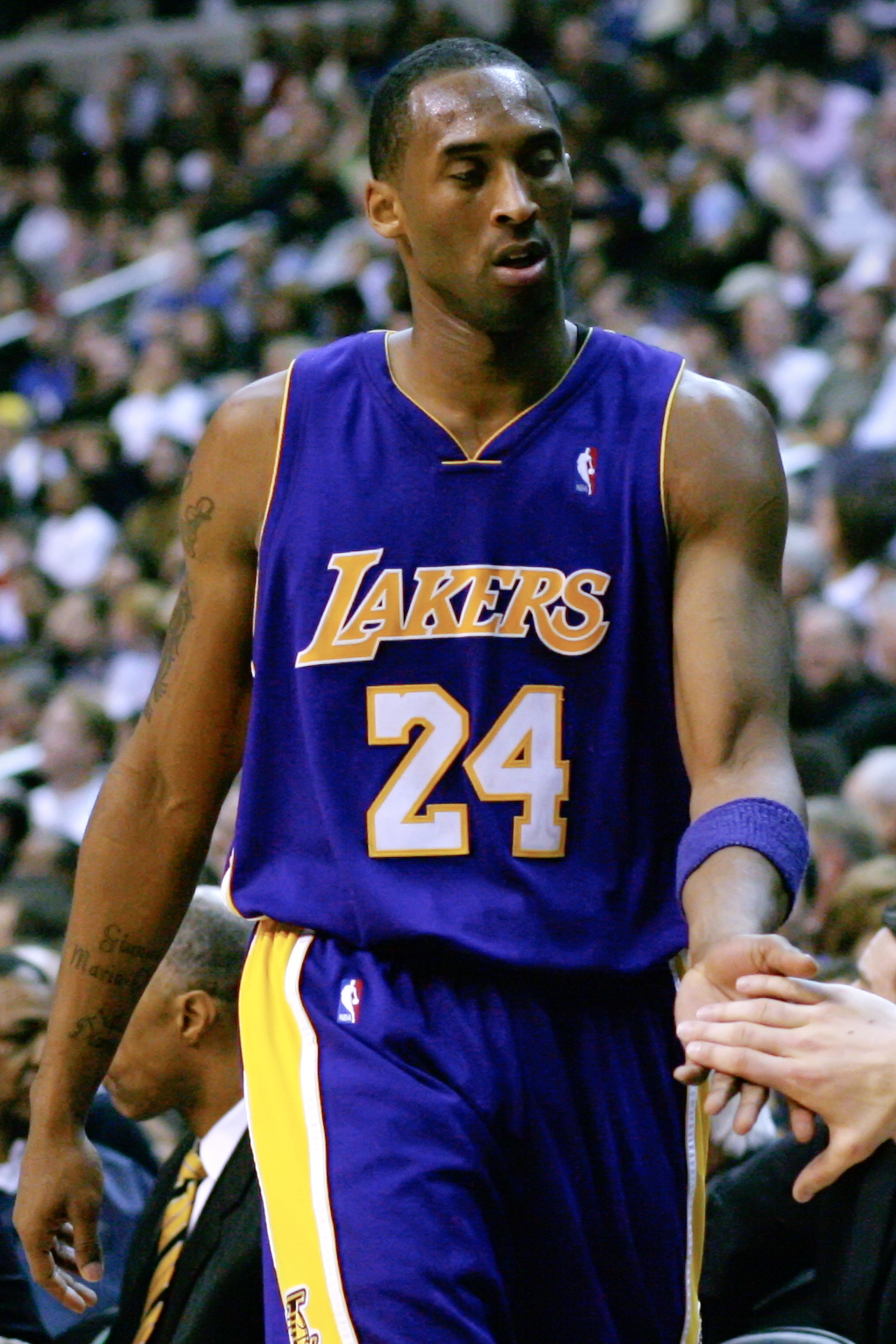
レイカーズのブライアント

レイカーズの現状は2004年のシャキール・オニールの移籍に遡る。オニールとコービー・ブライアントのデュオで2000年代初頭に三連覇を達成したレイカーズだが、両者の関係は良好とは言えず、仲違いという形でオニールはレイカーズを離れ、オニール&ブライアントの二頭体制からブライアントの一頭体制となったレイカーズは以後権勢を失い、オニールが離れた2004-05シーズンは11年ぶりのプレーオフ不出場という屈辱を味わった。2005年には三連覇時代のヘッドコーチ、フィル・ジャクソンがレイカーズに復帰し、レイカーズも1シーズンを置いてプレーオフに復帰した。ブライアントは2年連続で得点王に輝くなどその評価を不動のものとしていたが、しかしプレーオフでは1回戦敗退が続き、ブライアントは勝てないチームに不満を露わにするようになった。
空中分解の兆候が見えてきたレイカーズだったが、ブライアントの一頭体制となって4年目の2007-08シーズンは、アンドリュー・バイナムの成長や三連覇時代を知るデレック・フィッシャーのレイカーズ復帰、またブライアントのリーダーとしての成長などで着実に戦力が向上し、シーズン序盤を快調な滑り出しを見せた。そしてこのシーズン中に、レイカーズに劇的な変化をもたらす重要なトレードが行われた。パウ・ガソルの獲得である。リーグ有数のビッグマンであるガソルを殆ど無償で手に入れたこのトレードは、レイカーズをプレーオフ1回戦止まりのチームから、優勝を狙えるチームへと変貌させた。プレーオフではファイナルまで勝ち進み、永遠のライバルボストン・セルティックスと21年ぶりの頂上決戦が実現。優勝はならなかったが、新シーズンの2008-09シーズンのレイカーズは優勝候補筆頭に挙げられた。そしてレイカーズは周囲の期待通りレギュラーシーズンをカンファレンストップの成績で終え、プレーオフでは多少の躓きはあったものの順調にファイナルに勝ち進んだのである。
レイカーズのエースは今や押しも押されもしないスーパースター、コービー・ブライアント。彼の新しい相棒としてインサイドを固めるスペイン出身のパウ・ガソルは、ジャクソンHCが標榜するトライアングル・オフェンスにも早い段階で理解を示した。「ブライアントのスコッティ・ピッペン」になることを期待されていたラマー・オドムは、このシーズンからシックスマンという新しい役割を与えられ、彼がセカンドユニットを率いることでレイカーズはどの時間帯でも戦力を落とさず他チームを圧倒することができた。ブライアントの古き盟友、デレック・フィッシャーはタイムリーな3Pシュートとディフェンスでブライアントの負担を軽減できる存在だった。ベンチからはシューターのサーシャ・ブヤチッチ、クレバーなプレイが持ち味のルーク・ウォルトン、重要な時間帯に印象的なプレイが出来るトレバー・アリーザらがチームを支える。レイカーズ4人目のピースとなるはずだったバイナムはレギュラーシーズンも32試合を欠場し、プレーオフ期間中も出場時間を制限され目だった活躍はできなかったが、彼の穴を埋めるに余りあるほどにレイカーズの選手層は充実していた。
オーランド・マジック

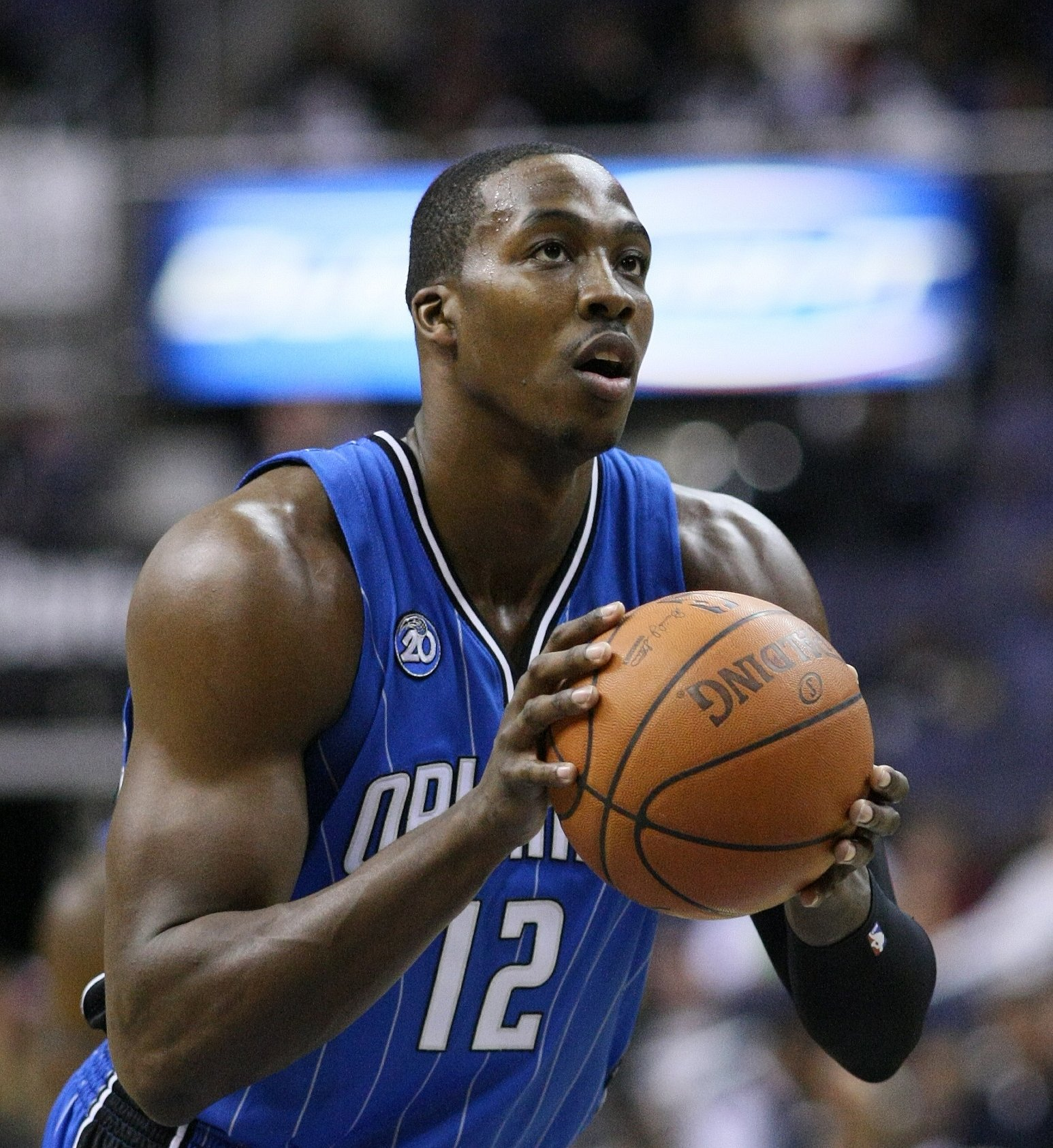
マジックのハワード

マジックの近況もシャキール・オニールの移籍抜きには語れない。オニールとペニー・ハーダウェイのデュオで1995年にはファイナルまで進出したマジックだったが、やはり両者の関係は良好とは言えず、1996年にオニールがレイカーズに移籍し、その後ハーダウェイの故障などでチームは衰退した。以後、チームの主役はトレーシー・マグレディ、グラント・ヒル、スティーブ・フランシスらに移っていったが、かつての輝きを取り戻すことはできず、2000年代前半は低迷に苦しんだ。
マジックにとって2004年は重要な契機となった。この年のドラフトで1位指名権を持っていたマジックは高校を卒業したばかりのビッグマン、ドワイト・ハワードを指名。さらにジャミーア・ネルソンも指名し、フリーエージェントのヘド・ターコルーも獲得、後のチームの隆盛に繋がる核のメンバーが揃い始めたのである。ハワードはそう待たずしてリーグ有数のセンターに成長を遂げ、いつしかオニールの後継者と呼ばれるようになり、「パワータイプのセンターが極端に不足している」と言われる時代、ゴール下では圧倒的な強さを見せるようになった。2007年にはスタン・バン・ガンディを新HCに招聘、さらに名シューターのラシャード・ルイスもチームに合流。大きく戦力アップを果たしたマジックは2007-08シーズンには12年ぶりの地区優勝を遂げた。そして新シーズンの2008-09シーズンはレギュラーシーズンを59勝の好成績で終えると、プレーオフではカンファレンス決勝でクリーブランド・キャバリアーズを破り、14年ぶりのファイナル進出を果たした。
マジックは"スーパーマン"の異名を持つドワイト・ハワードをインサイドの絶対的守護神に据え、その周囲を全てシューターで固めるという極端な戦力バランスが特徴である。長身フォワードコンビのヘド・ターコルーとラシャード・ルイス、ルーキーイヤーから先発の座を射止めたコートニー・リーは皆3Pシューターであり、またこのシーズンに大きな成長を見せたジャミーア・ネルソンも3Pシュートの技術を大幅に向上させていた。さらに新戦力のミカエル・ピートラス、3年目にしてようやく戦力になり始めた元カレッジスターのJ.J.レディックもシューターだった。シーズン中にはネルソンが故障で戦線離脱し、プレーオフ期間中もここまで全休したが、シーズン中のトレードで獲得したベテランPGのレイファー・アルストンが彼の穴を埋めた。
補足
- 両チームのエース、ブライアントとハワードは2008年の北京オリンピックで金メダルを獲得したアメリカ代表選手である。両者はカンファレンス決勝で、やはり代表チームメイトがエースを務めるデンバー・ナゲッツ（カーメロ・アンソニー）とキャバリアーズ（レブロン・ジェームズ）を破っている。
- レイカーズにとっては30回目の、マジックにとっては2回目のファイナル進出。マジックは前回の進出時（1995年）にはヒューストン・ロケッツの前に4戦全敗を喫しており、ファイナルではまだ1勝もあげていない。
- 2年連続ファイナル進出のため、ほぼ全員がファイナル経験者であるレイカーズに対し、マジックのファイナル経験者はタイロン・ルー（レイカーズ時代）とアンソニー・ジョンソン（ニュージャージー・ネッツ時代）の2人のみだった。
- レイカーズのアリーザは2006-07シーズンをマジックで過ごし、その後レイカーズに移籍した。
- レギュラーシーズンの成績により、ファイナルのホームコートアドバンテージはレイカーズが保持。第1戦、第2戦、第6戦、第7戦はカリフォルニア州ロサンゼルスのステイプルズ・センターで、第3戦～第5戦はフロリダ州オーランドのアムウェイ・アリーナで行われる。

### シリーズ概要
|            | 1  | 2  | 3  | 4  | Total |
| ---------- | -- | -- | -- | -- | ----- |
| マジック   | 24 | 19 | 15 | 17 | 75    |
| レイカーズ | 22 | 31 | 29 | 18 | 100   |

| マジック               | レイカーズ                        |                      |
| M.ピートラス (14pt)    | K.ブライアント (40pt, 8reb, 8ast) | 日付：6月4日         |
| H.ターコルー (13pt)    | P.ガソル （16pt, 8reb)            | 場所：ロサンゼルス   |
| ハワード (12pt, 15reb) | L.オドム (11pt, 14reb)            | 観客動員数：18,997人 |
|                        |                                   | 外部リンク：NBA.com  |

| NBA 2009 Finals Game1 |

| マジック     | 0-1 | レイカーズ   |
| 23-77 (.299) | FG  | 41-89 (.461) |
| 8-23 (.348)  | 3P  | 3-9 (.333)   |
| 21-29 (.724) | FT  | 15-18 (.833) |
| 41           | REB | 55           |
| 8            | TO  | 8            |

|  |

| 前年、やはり優勝候補筆頭に挙げられながらボストン・セルティックスの前に涙を呑んだレイカーズは、優勝の道のりを最短距離で行くようにブライアントが第1戦から40得点8アシストと爆発。100-75とマジックを大差で破った。レギュラーシーズンの対戦では2戦全勝とレイカーズに対し自信を持っていたマジックは、4ヶ月間戦列から離れていたジャミーア・ネルソンをこの大舞台でいきなり復帰させるというサプライズを用意していたが、レイカーズから手痛いファイナルの洗礼を浴びる羽目となった。 オフェンス面ではブライアントがチーム総得点の約半分をあげたレイカーズは、ディフェンス面ではハワードに対し徹底的なダブルチーム、トリプルチームを敷き、スーパーマンをゴール下で自由にはさせなかった。この日のハワードはFG1/6と沈黙、フリースローは16本打たされ、うち10本を決めるのがやっとだった。チーム全体でもFG成功率29.9%（ファイナル史上2番目に低い数字である）に沈んだマジックは自慢の3Pシュートも23本中8本の成功のみに留まった。この日の勝利でレイカーズのフィル・ジャクソンHCはプレーオフのシリーズ第1戦を43戦全勝という数字を残した。 |

|            | 1  | 2  | 3  | 4  | OT | Total |
| ---------- | -- | -- | -- | -- | -- | ----- |
| マジック   | 15 | 20 | 30 | 23 | 8  | 96    |
| レイカーズ | 15 | 25 | 23 | 25 | 13 | 101   |

| マジック                        | レイカーズ                       |                      |
| R.ルイス (34pt, 11reb, 3P:6-12) | K.ブライアント (29pt, 8ast, 7to) | 日付：6月7日         |
| H.ターコルー (22pt)             | P.ガソル （24pt, 10reb)          | 場所：ロサンゼルス   |
| D.ハワード (16reb, 4blk, 7to)   | L.オドム (19pt, 8reb)            | 観客動員数：18,997人 |
|                                 | D.フィッシャー (12pt)            | 外部リンク：NBA.com  |

| NBA 2009 Finals Game2 |

| マジック     | 0-2 | レイカーズ   |
| 33-79 (.418) | FG  | 36-78 (.462) |
| 10-30 (.333) | 3P  | 5-15 (.333)  |
| 20-27 (.741) | FT  | 24-28 (.857) |
| 44           | REB | 35           |
| 20           | TO  | 12           |

|  |

| 第2戦は両チームともスロースタートとなり、第1Qの両チーム合計30得点はファイナル最低記録となった。マジックは第1戦に引き続きハワードが厳しいマークに苦しみ、他のシューター陣もシュートタッチが戻らない中、ルイスが奮闘。第2Qには4本連続3Pシュート成功を含むマジックのこのクオーター20得点中18得点をあげた。ルイスの活躍もあって何とか戦線を支えるマジックは第1戦とは異なり第2戦では接戦を演じ、第4Q残り10.5秒の時点で両チームは88-88で並んでいた。この重要な場面でマジックはルーキーのコートニー・リーにボールを託したが、リーのレイアップはミス。続くレイカーズのポゼッションはジャンプシュートを打とうとしたブライアントをターコルーが背後からブロックした。この時点で第4Q終了のブザーが鳴り、延長が決定したかに思われたが、ターコルーが終了直前にタイムアウトを要求していたため、クロックは残り0.6秒にまで戻され、マジックに勝利の可能性が出てきた。 マジックのスタン・バン・ガンディHCが選択したのはクラッチシューターのターコルーでもなく、この日絶好調のルイスでもなく、ルーキーのリーだった。素早くゴール下に切り込み、オープンになったリーに、ターコルーがロングパスを合わせる。空中でキャッチしたリーはそのままボールをバスケットに向けて放った。決まればマジックにファイナル初勝利をもたらすと共に、シリーズの流れを大きく変えるショットになりえたが、無情にもボールはリムの上を泳ぎ、ネットをくぐることなくコートへと落ちた。 オーバータイムでは気落ちするマジックにレイカーズが容赦なく襲い掛かり、101-96でレイカーズがホーム2連勝を飾った。 |

|            | 1  | 2  | 3  | 4  | Total |
| ---------- | -- | -- | -- | -- | ----- |
| レイカーズ | 31 | 23 | 21 | 29 | 104   |
| マジック   | 27 | 32 | 22 | 27 | 108   |

| レイカーズ                            | マジック                          |                      |
| K.ブライアント (31pt, 8ast, FG:11-25) | D.ハワード (21pt, 14reb FT:11-16) | 日付：6月9日         |
| P.ガソル (22pt)                       | R.ルイス （21pt, 5ast)            | 場所：オーランド     |
| T.アリーザ (13pt)                     | R.アルストン (20pt)               | 観客動員数：17,461人 |
| L.オドム (11pt)                       | H.ターコルー (18pt, 7ast)         | 外部リンク：NBA.com  |

| NBA 2009 Finals Game3 |

| レイカーズ   | 2 - 1 | マジック     |
| 40-78 (.513) | FG    | 40-64 (.625) |
| 8-23 (.348)  | 3P    | 5-14 (.357)  |
| 16-26 (.615) | FT    | 23-30 (.767) |
| 27           | REB   | 35           |
| 13           | TO    | 12           |

|  |

| 第1戦、第2戦ともにシュートタッチに苦んできたマジックだが、地元オーランドに戻った第3戦ではこれまでの不振を補って余りあるほどにオフェンスが爆発。シュートが面白いように決まり、前半のフィールドゴール成功率は驚異の75%、試合全体でも62.5%を記録し、この数字はファイナルの新記録となった。シュートが大当たりしたマジックは1995年から続くファイナル6連敗にようやく終止符を打ち、ファイナル初勝利を飾った。 ただしこの日は決してマジックの一人シュート祭りだったわけではなく、レイカーズもフィールドゴール成功率と51.3%とオフェンスが好調で、試合は接戦となった。第4Q中盤には一時的にマジックがシュートスランプに陥った隙を突き、レイカーズが追い上げを見せて残り2分41秒には99-99の同点に追いついた。しかしマジックもミカエル・ピートラスのダンクなどで残り1分を切った時点で2点のリードを奪った。同点を狙うレイカーズはブライアントが強引にドライブを仕掛けてシュートに持ち込むも、最優秀守備選手賞を獲得したハワードがブロック、マジックの勝利を決定付けた。 マジックは3選手が20得点以上をあげるなどバランスのよいオフェンスを展開。ここまで厳しいチェックに悩まされてきたハワードもシリーズ初の20得点以上を達成した。レイカーズはブライアントが前半だけで21得点をあげるも後半失速。フリースローは10本中5本をミス、チーム全体でも成功率61.5%とフリースロー精度の低さが敗因に繋がった |

|            | 1  | 2  | 3  | 4  | OT | Total |
| ---------- | -- | -- | -- | -- | -- | ----- |
| レイカーズ | 20 | 17 | 30 | 20 | 12 | 99    |
| マジック   | 24 | 25 | 14 | 24 | 4  | 91    |

| レイカーズ                            | マジック                          |                      |
| K.ブライアント (32pt, 8ast, FG:11-31) | H.ターコルー (25pt)               | 日付：6月11日        |
| P.ガソル (16pt, 10reb)                | D.ハワード (21reb, 9blk, FT:6-14) | 場所：オーランド     |
| T.アリーザ (16pt, 9reb 3P:3-4)        | M.ピートラス (15pt)               | 観客動員数：17,461人 |
| D.フィッシャー (12pt)                 | R.アルストン (11pt)               | 外部リンク：NBA.com  |

| NBA 2009 Finals Game4 |

| レイカーズ   | 3 - 1 | マジック     |
| 38-91 (.418) | FG    | 31-74 (.419) |
| 8-23 (.348)  | 3P    | 7-21 (.333)  |
| 15-20 (.750) | FT    | 22-37 (.595) |
| 41           | REB   | 41           |
| 17           | TO    | 17           |

|  |

| シリーズ2度目の延長となった（同じファイナルで2度延長戦が行われるのは1984年以来）第4戦序盤は両チームのエースが魅せた。ブライアントは第1Qのチーム全体の20得点のうち13得点をあげると、ハワードは第1Qだけで11リバウンド4ブロックを記録。さらにハワードはレイカーズのビッグマンを次々とファウルトラブルに陥れ、アンドリュー・バイナム、ガソル、オドムらをベンチに下げさせた。インサイドが手薄となったレイカーズにマジックは12点差をつけて前半を折り返した。しかし第3Qに入るとこれまでにも幾度となく要所で重要なプレイを決めてきたアリーザがレイカーズの反撃の口火を切った。アリーザは2本の3Pシュートを含むこのクオーターだけで13得点を記録し、レイカーズは第3Qを30-14と圧倒して逆に4点のリードを奪って第4Qを迎えた。 追う立場となったマジックはハワードの3点プレイなどで再びリードを奪うと、ターコルーの連続得点やハワードのガソルへのブロックなどで、残り1分30秒を切った時点でマジックが5点のリードをつけた。追い込まれたレイカーズはブライアントがシュートをミス、続くマジックのオフェンスもシュートは不発に終わったがたっぷり時間を使われ、点差は5点のまま残り40秒を切る。ブライアントはすぐさまドライブを仕掛けるとゴール下のガソルに絶妙なパスを送り、ガソルのダンクがマジックのゴールに突き刺さって点差は3点となった。レイカーズはハワードにボールが渡るとファウルを選択。残り11秒で3点差、ハワードに与えられた2本のフリースローは、1本でも決まればマジックの勝利がほぼ決定付けられるものだったが、そんな重要なフリースローをハワードに任せるのは酷だった。ハワードはフリースローを2本ともミス。オーランドのファンからため息が漏れる中、リバウンドはアリーザが押さえた。 コートを駆け上がるブライアントにマジックはダブルチームを仕掛けたが、彼らはアリーザへのパスを許してしまい、そしてアリーザはマジックがディフェンスを乱す中で、オープンの状態で3Pラインの右翼で待つデレック・フィッシャーにパス。フィッシャーが放った3Pシュートが決まり、マジックがシリーズをタイに戻すはずだった勝利は泡と消えた。 オーバータイムでは残り1分30秒を切って再びフリースローを与えられたハワードが、今回は意地で2本中1本を決めて91-91の同点としたが、残り21秒、再びフィッシャーがトップ・オブ・ザ・キーから3Pシュートを決め、94-91とレイカーズが3点のリードを奪った。同点を狙ったターコルーの3Pシュートは外れ、速攻に走ったガソルがスラムダンクを決め、レイカーズの勝利を決定付けた。この場面でガソルに追い付いたピートラスが、不必要なハードファウルをガソルに見舞い、後味の悪い結末になってしまった。 試合をオーバータイムへ導く3Pシュート、レイカーズの勝利を大きく手繰り寄せた3Pシュートと、この日は大活躍だったフィッシャー。フィッシャーと言えば2004年のカンファレンス準決勝、対サンアントニオ・スパーズ戦での劇的な0.4ショットが有名だが、この日もその勝負強さを遺憾なく発揮し、レイカーズの勝利に大きく貢献した。この日ファイナル新記録となる9ブロックを記録し、さらに21リバウンドとディフェンスではその存在感を遺憾なく発揮したハワードだったが、自身の最大の弱点であるフリースローによって、掴みかけた勝利をフイにしてしまった形となった。 シリーズはいよいよレイカーズがファイナル制覇に王手を掛け、マジックは崖っぷちに追い込まれた。 |

|            | 1  | 2  | 3  | 4  | Total |
| ---------- | -- | -- | -- | -- | ----- |
| レイカーズ | 26 | 30 | 20 | 23 | 99    |
| マジック   | 28 | 18 | 15 | 25 | 86    |

| レイカーズ                   | マジック                        |                      |
| K.ブライアント (30pt, 4blk)  | R.ルイス (18pt, 10reb, 3P:3-12) | 日付：6月14日        |
| L.オドム (17pt, 10reb)       | R.アルストン (12pt)             | 場所：オーランド     |
| T.アリーザ (15pt)            | D.ハワード (11pt, 10reb, 3blk)  | 観客動員数：17,461人 |
| P.ガソル (14pt, 15reb, 4blk) |                                 | 外部リンク：NBA.com  |

| NBA 2009 Finals Game5 |

| レイカーズ   | 4 - 1 | マジック     |
| 35-80 (.438) | FG    | 34-82 (.415) |
| 8-16 (.500)  | 3P    | 8-27 (.296)  |
| 21-28 (.750) | FT    | 10-16 (.625) |
| 47           | REB   | 36           |
| 10           | TO    | 12           |

| レイカーズが7年ぶり15回目の優勝 ファイナルMVP：コービー・ブライアント |

| 後がないマジックは第1Qに一時9点のリードを奪うなど攻勢に出たが、ロサンゼルスに戻ることなくこの日に優勝を決めてしまおうと目論むレイカーズは、またもやアリーザが反撃の口火を切り、2本の3Pシュートとアグレッシブなディフェンスでチームを活気付けると、レイカーズは16-0の連続得点を決めて一気に逆転。この時の猛攻でレイカーズの優勝がほぼ決定付けられた。第3Qにはオドムの連続3Pシュートなどでレイカーズの15点リードとなり、以後マジックは2度と点差を一桁にすることはできなかった。 最終スコアは99-86。レイカーズが4勝1敗でマジックを降し、7年ぶり15回目の優勝を果たした。 |

### 総括
前年、6年ぶりの優勝と新しい称号、そして自身への正当な評価を求めてファイナルに臨んだブライアントは、新生セルティックスの前に散った。迎えた新シーズン、雪辱に燃えるコービー・ブライアントはレギュラーシーズン中もプレーオフ期間中も常に厳しい表情を浮かべ、決して油断を見せることなく、時にチームメイトを叱咤した。ファイナルでは平均32.4得点5.6リバウンド7.4アシストと目覚しい活躍を見せたブライアントは、マジックを降し、ファイナル制覇を成し遂げ、2人の娘に祝福されながら自身初のファイナルMVPの称号を受け取った時、満面の笑みを浮かべた。これで4回目の優勝となったブライアンとだったが、今回の優勝は過去の3回と比べても別格の喜びだった。彼の手元に3つのチャンピオンリングがあるのは「オニールのおかげ」という周囲の声に大きな不満を持っていたブライアントは、「彼らが間違っていたと証明できて、最高に嬉しい」とコメントした。これでブライアントはオリンピック金メダル、得点王、シーズンMVP、オールスターMVP、ファイナルMVPと、獲得可能な栄光は全て手に入れたことになり、その評価を益々不動のものとした。
インサイドの柱としてハワードに対して見事なディフェンスを見せたパウ・ガソルは、2006年の世界選手権優勝・大会MVP以来の嬉しいビッグタイトル獲得だった。オニールとのトレードでレイカーズに移籍し、以来ブライアントと苦楽を共にしてきたラマー・オドムはキャリア10年目にして初の優勝、ブライアントと栄光を共にするフィッシャーは4回目の優勝だった。そして10回目の優勝を成し遂げたフィル・ジャクソンは伝説的なコーチ、レッド・アワーバックを抜いて、ヘッドコーチとしては歴代優勝回数単独1位となった。
ドワイト・ハワードはファイナル平均15.4得点15.2リバウンド4.0ブロックと、リバウンド、ブロックでは素晴らしい数字を残したが、レイカーズの組織的なディフェンスの前に得点が伸び悩みフィールドゴール成功率も48.8%とレギュラーシーズンの数字を大きく下回った。またマジック自慢のシューター陣も不発に終わり、ファイナル期間中の3Pシュート成功率は33.0%に留まっている。ハワードに3Pシュートと、マジックの最大の強みである2つの武器が同時に封じられたマジックがこのシリーズに勝利することは困難だった。またジャミーア・ネルソンの電撃復帰もチームにフィットしていたレイファー・アルストンの戦力をスポイルしてしまうことになり、むしろチームにとってはマイナスに働いてしまった。とは言え現体制になって僅か2年目のこのシーズンに、ボストン・セルティックス、クリーブランド・キャバリアーズとイーストの二大巨頭を破ってのファイナル進出は、満足すべき結果でもあった。
- 結果 ロサンゼルス・レイカーズ 4 - 1 オーランド・マジック
- ファイナルMVP コービー・ブライアント

### スタッツ・記録など
| 部門       | シリーズハイ                                                                | シリーズハイ | アベレージ               | アベレージ               | アベレージ           | アベレージ           |
| 部門       | シリーズハイ                                                                | シリーズハイ | ロサンゼルス・レイカーズ | ロサンゼルス・レイカーズ | オーランド・マジック | オーランド・マジック |
| 部門       | 選手                                                                        | 記録         | 選手                     | Avg.                     | 選手                 | Avg.                 |
| ---------- | --------------------------------------------------------------------------- | ------------ | ------------------------ | ------------------------ | -------------------- | -------------------- |
| 得点       | コービー・ブライアント                                                      | 40           | コービー・ブライアント   | 32.4                     | ヘド・ターコルー     | 18.0                 |
| リバウンド | ドワイト・ハワード ドワイト・ハワード                                       | 21 (OT) 15   | パウ・ガソル             | 9.2                      | ドワイト・ハワード   | 15.2                 |
| アシスト   | コービー・ブライアント                                                      | 8            | コービー・ブライアント   | 7.4                      | ラシャード・ルイス   | 4.0                  |
| スティール | ドワイト・ハワード ミカエル・ピートラス                                     | 4 (OT) 3     | トレバー・アリーザ       | 1.8                      | ドワイト・ハワード   | 1.6                  |
| ブロック   | ドワイト・ハワード マルチン・ゴルタット コービー・ブライアント パウ・ガソル | 9 (OT) 4     | パウ・ガソル             | 1.8                      | ドワイト・ハワード   | 4.0                  |

- ファイナルレコード
  - 第3戦、マジックが記録した前半のフィールドゴール成功率75%、試合全体の62.5%はいずれもファイナル新記録。
  - 第4戦、マジックのドワイト・ハワードが1試合だけで9ブロックを記録し、ファイナル新記録となる。
  - フィル・ジャクソンHCのヘッドコーチとしての10回の優勝は歴代1位。
- その他
  - スペイン出身のパウ・ガソル、またコンゴ共和国出身のベルギー人、D.J.ベンガの両名は各国初のNBA優勝メンバーとなった。
  - ルーク・ウォルトンと彼の父ビル・ウォルトンは史上3組目の父子がNBAで優勝した例となった。
  - レイカーズの優勝を決まった後、ステイプルズ・センター周辺では暴動が起こり、18人が放火や傷害などで逮捕される。またロサンゼルスのダウンタウンでもファンが暴動を起こし、8人の警察官が軽症を負った。
  - ロサンゼルスで行われた優勝パレードでは10万人以上のファンが詰め掛けた。不況の折、公的資金を使ってパレードを催すことに批判が寄せられたため、パレードの費用は市とレイカーズがそれぞれ100万ドルずつを出し合った。

## ラストシーズン・その他
殿堂入り
- マイケル・ジョーダン
- デビッド・ロビンソン
- ジョン・ストックトン
- ジェリー・スローン

永久欠番
- ボブ・グロス（ポートランド・トレイルブレイザーズ #30）
- テリー・ポーター（同上 #30） ※両名による欠番
- クリス・ウェバー（サクラメント・キングス #4）
- ブラディ・ディバッツ（同上 #21）
- アロンゾ・モーニング（マイアミ・ヒート #33）

死去
- ケビン・ダックワース（8月25日）
- ノーム・ヴァン・ライアー（2月26日）
- ジョニー・カー（2月26日）
- チャック・デイリー（5月9日） シーズン中からガンの闘病が伝えられていたため、デーリーの回復を祈って試合中は全チームのヘッドコーチがイニシャルの「CD」が刻まれたバッジを着用した。

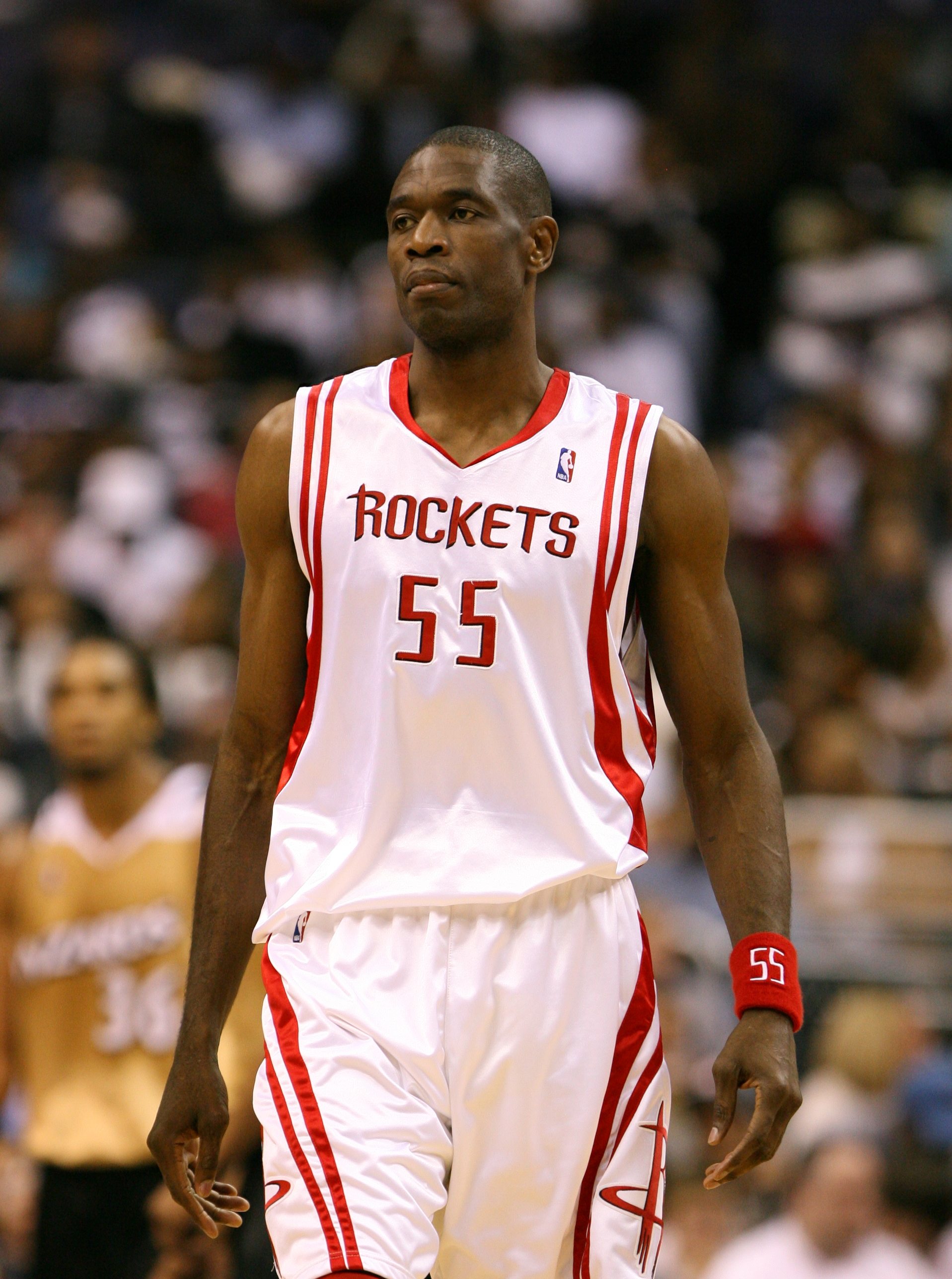
ムトンボは19年に及ぶキャリアに幕を閉じた。

- ランディ・スミス（6月5日）

### ラストシーズン
- ディケンベ・ムトンボ（1991-09） 過去4度の最優秀守備選手賞に輝いた名センター。現役最年長選手としても知られた。プレーオフ1回戦の試合中に膝を故障し、引退を決意した。
- ブルース・ボウエン（1996-09） 守備のスペシャリストとして活躍した。シーズン終了後に長年プレイしたサンアントニオ・スパーズから放出されたことで引退を決意。
- カッティノ・モブリー（1998-08） シーズン中にロサンゼルス・クリッパーズからニューヨーク・ニックスにトレードされるも、健康診断で心臓に疾患が見つかり、ニックスでは1試合もプレイしないまま引退を余儀なくされた。